# 山鹿誠次
山鹿 誠次（やまが せいじ、1916年12月22日 - 2005年7月26日）は、日本の都市地理学者。東京学芸大学名誉教授。

## 来歴
東京市日本橋生まれ。1939年東京高等師範学校文科第4部（地理・歴史専攻）卒業、1943年東京文理科大学地理学専攻卒業。同年10月、海軍予備学生として海軍兵学校に配属され、翌年教官となる。1945年海軍中尉で敗戦。1946年国民図書刊行会勤務、1947年東京第一師範学校女子部助教授、1949年東京学芸大学専任講師、1951年同大学助教授、1961年「日本における衛星都市の研究」で東京文理科大学より理学博士の学位を取得。1972年同大学教授。1973-1979年、東京学芸大学附属小金井中学校校長を兼任。1980年定年退官、名誉教授。その後は獨協大学教授、獨協中学校・高等学校校長、獨協学園理事を勤め、1990年退職。2005年7月26日、肺炎のため死去。88歳没。

## 著書
- 『衣料資源と紡織工業』金星堂 1950 新制人文地理双書
- 『日本めぐり』偕成社 1955 絵とき百科
- 『世界の産業』国民図書刊行会 1959 新全科社会科教室
- 『都市調査法』古今書院 1963 形成選書
- 『都市地理学』大明堂 1964
- 『東京大都市圏の研究』大明堂 1967
- 『都市近郊 武蔵野の変容』古今書院 1969 グローバル・シリーズ
- 『都市の研究と診断』大明堂 1973
- 『地理と教育』大明堂 1977
- 『変動する都市』東京書籍 1979 東書選書
- 『日本の大都市圏』大明堂 1984
- 『旅と風土』大明堂 1987
- 『イギリスとアメリカ』大明堂 1990
- 『江戸から東京そして今 地域研究への招待』大明堂 1993

## 共編著
- 『日本・世界地理図説』尾崎乕四郎共著 岩崎書店 1954 図説全集
- 『教師のための地理講座』全3 尾崎乕四郎共著 岩崎書店 1956
- 『少年少女世界地理風俗全集 4 イギリスと北ヨーロッパ』伊倉退蔵共著 岩崎書店 1958
- 『東京と近郊 その地理的散歩』編著 古今書院 1965
- 『都市発展の理論』編 明玄書房 1965
- 『東京周辺都市の研究 8都市の類型的な実態分析による』伊藤善市共編 大明堂 1966
- 『東京と近郊 続』編著 古今書院 1971
- 『現代地理教育講座』全4巻 矢嶋仁吉、位野木寿一共編 古今書院 1972-1977
- 『ぼくらの東京都 郷土の地理と歴史』編著 1976 ポプラ社の県別シリーズ
- 『先習世界地理の指導』編著 東京書籍 1980 東書TMシリーズ
- 『イギリスとアメリカ』 新訂 安藤万寿男共著 大明堂 1994